# Porod do vody

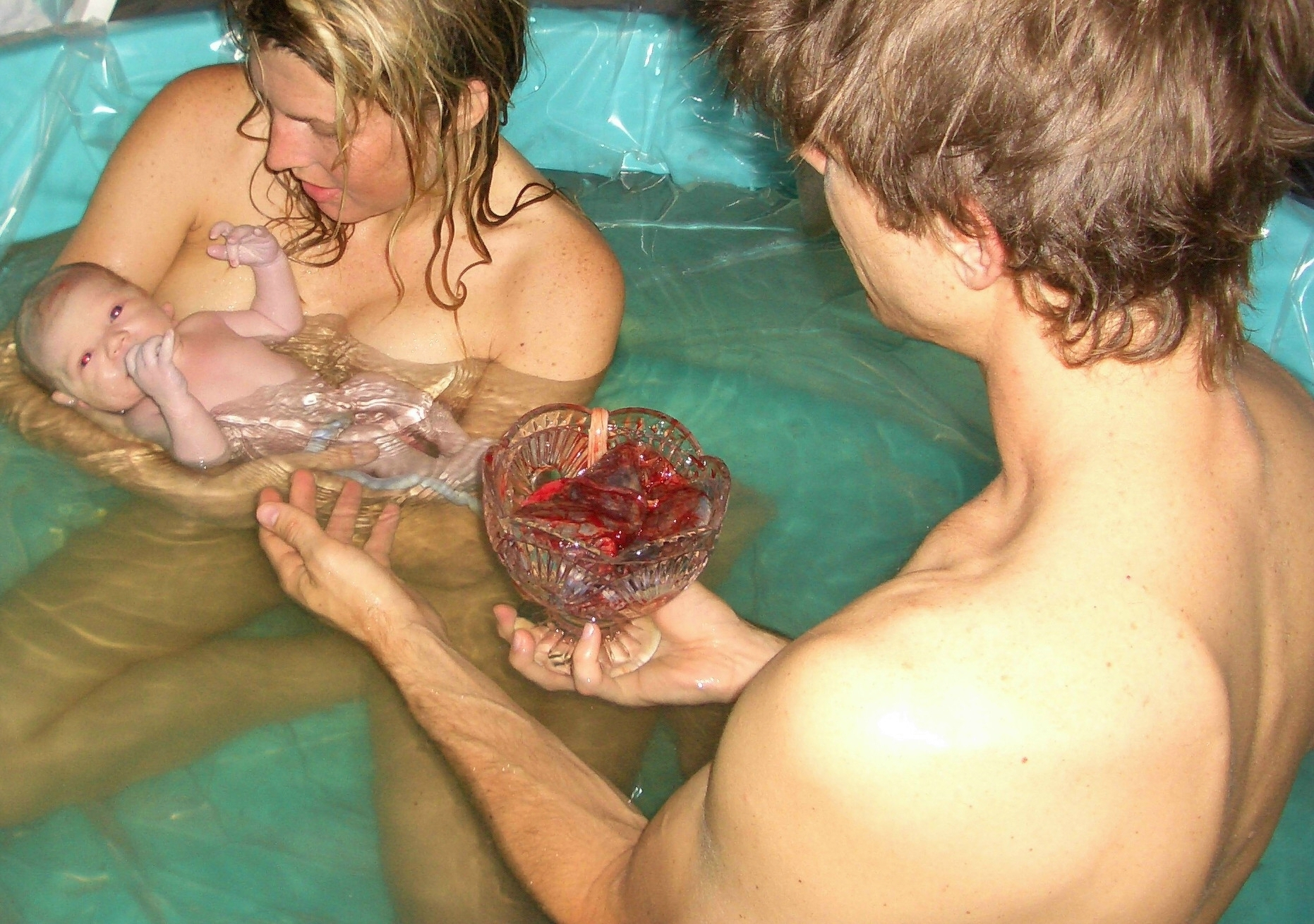
Porod dítěte ve vodě

Porod do vody je takový porod, při kterém probíhá vypuzovací fáze (druhá doba porodní) pod úrovní vodní hladiny. Matka se nachází v teplé vodní lázni, kde dítě porodí.
Užívání vodních koupelí pro zmírnění porodních bolestí má dlouhou tradici. Jejich výhodou je zejména nefarmakologický způsob odstraňování bolesti. K tomuto účelu se používaly například koupele, relaxační sprchy, horké nebo studené obklady apod. Obhájci této metody argumentují relaxačními účinky vody na rodičku, které zmírňují její bolesti a navozují příjemné pocity, jež mají za účinek zvýšení vyplavování endogenních opioidů a současně nižší produkci katecholaminů. Studie ukazují, že ponoření do vody během první fáze porodu snižuje potřebu epidurální anestezie a zkracuje dobu trvání této porodní fáze. Nicméně prokázání těchto pozitivních účinků v pozdějších fázích porodu se napříč studiemi liší. Výsledky výzkumů zatím nenašly žádný závažný negativní efekt porodu do vody na plod/novorozeně či na rodičku samotnou. Kritici argumentují výsledky studií, v nichž demonstrují, že není rozdíl mezi porody ve vodě a mezi porody "na suchu”, resp. že je stejné riziko porodních komplikací, krevní ztráty a postnatálního stavu novorozence.
Dalším důvodem k porodu dítěte do vody je argument, že vzhledem k tomu, že se dítě devět měsíců nacházelo v amniotické tekutině v břiše matky, porod do vody bude pro dítě plynulejší. Někteří tvrdí, že to by mohlo snížit riziko vzniku porodního traumatu u dítěte. Tato teorie však dosud nebyla prokázána. 

## Historie
Terapeutické využití vody ke zmírnění bolesti a během porodu není záležitostí posledních desetiletí. Přesné údaje o původu této techniky nejsou známy, nicméně existují důkazy, že ponořování psychicky a fyzicky nemocných pacientů do vody bylo praktikováno již Asyřany, Egypťany, Číňany, Japonci, stejně tak Řeky a Římany. Japonské ženy používaly bazénku s teplou vodou ke zmírnění bolesti matky před porodem a britské porodní báby používaly ke stejnému účelu teplé obklady. První zaznamenaný porod do vody v Evropě byl nicméně uskutečněn ve Francii roku 1805.
Detailnější popis metody porodu v bazénu jako první zveřejnil roku 1983 francouzský porodník Michel Odent. Na základě svých zkušeností s tímto typem porodu došel k názoru, že přítomnost rodičky ve vodě zmírňuje její úzkost, bolest i stresové reakce a uvolňuje endorfin. Na toto téma napsal i několik knih, ve kterých popisuje správný průběh porodu a relaxační účinky teplé vody na rodičku. Podle jeho teorií se má rodička před porodem pohybovat v mělkém bazénu dvakrát dva metry, s vodou o 37 stupňů Celsia. Rodí ale většinou mimo bazén na lůžku v kleče, i když porod do vody by novorozence neohrozil, neboť jeho první dýchací pohyby jsou vyvolány stykem pokožky se vzduchem. Odent ve svých knihách nedoporučuje přítomnost otce u porodu, zejména z toho důvodu, aby nepřenášel svůj neklid na rodičku, nicméně byl zastáncem toho, aby se dítě ihned po přestřižení pupeční šňůry položilo na holou hruď rodičky, aby mohlo slyšet její srdeční tep. Některé prvky porodu představeného Odentem jsou v porodnictví používány dodnes.
Oficiální možnost porodu do vody byla ve Velké Británii schválena až v roce 1993. Odhad množství nemocnic v U.S.A., které poskytují ponoření do vody před porodem či v průběhu porodu, činí něco pod 10 %. Většina těchto zařízení má personál, který je v postupu porodu do vody speciálně školený. Ačkoliv se zatím nenašly důkazy, že by porod do vody představoval vyšší riziko než porod normální, je jeho možnost v nemocnicích poměrně nízká. K provedení tohoto způsobu porodu musí mít nemocnice potřebné vybavení a školený personál, nicméně i v takto zařízených nemocnicích je většinou nutné ohlásit zájem dopředu.

## Porod do vody v Česku
Porod do vody schválila Česká gynekologická společnost v roce 1999. Zároveň také stanovila podmínky, kdy je možné porod ve vodě provádět a kdy nikoliv. Seznam podmínek stanovuje také rizika, se kterými se mohou rodičky během porodu do vody setkat. Žena praktikující porod do vody musí být zdravá, musí mít odpovídající porodní nález, nesmí trpět infekčním ani srdečním onemocněním a před porodem musí absolvovat vstupní kardiotokografický záznam, který hodnotí činnost srdce plodu a činnost dělohy. Porod do vody není možný při předčasném porodu. Tuto možnost nabízejí jen některé porodnice, protože je k němu potřeba speciálního vybavení a zkušený personál.
Porodnice, které nabízejí porody do vody, musí mít schválený provozní řád, ve kterém mají hygienikem schválenou vodní lázeň. Vodní lázní může být vana nebo bazén, který je součástí samostatného porodního boxu. Na porod do vody musí dohlížet alespoň jedna porodní asistentka a jeden ošetřující lékař, kteří mají s porodem do vody zkušenosti. Porodnicí, která má dostatečné zkušenosti s porody do vody, je ta, ve které je 25 % porodů z celkového počtu porodů vedeno jako porod do vody.
Seznam porodnic v České republice, které umožňují porod do vody:  Brno: Bohunice, Obilní trh, Milosrdných bratří, Čáslav, Český Krumlov, Frýdek Místek, Havířov, Havlíčkův Brod, Kadaň, Krnov, Opava, Ostrava: Fakultní nemocnice, Městská nemocnice, Praha: FN Bulovka,  Rakovník, Uherské Hradiště, Ústí nad Orlicí, Vsetín, Zlín..
Ve praxi řada porodnic, které mají porodnickou vanu a dokonce i avizují, že umožňují porod do vody, ženám pro porod do vody klade takové požadavky, že je téměř nemožný. 

## Popis porodu

### Průběh porodu
Žena očekávající porod si sedne do připraveného bazénku s vodou o teplotě kolem 38 °C. V této fázi by mělo být hrdlo dělohy otevřeno asi na 5 cm a žena v bazénku či jiné vodní lázni zůstává po několik hodin. Má k dispozici dostatek vody k pití a studené obklady na zchlazení obličeje a krku. Během porodu ji napomáhá a instruuje porodní asistentka či dula. Po vytlačení dítěte z dělohy do vody bazénku je třeba jej do max. pár minut vytáhnout. Většina dětí se nenadechne, dokud nemá hlavu nad hladinou, nicméně je třeba dát pozor na to, aby se hlavička dítěte neocitla nad hladinou, dokud není porozen i zbytek těla, a také kontrolovat, zda nedošlo k přetržení pupeční šňůry či placenty. Po vynesení dítěte nad hladinu vody je většinou matce okamžitě položeno na hruď, aby slyšelo její srdeční tep a cítilo její teplo.

### Případná rizika
Jisté faktory mohou zapříčinit vyšší riziko komplikací během porodu. Těmito faktory mohou týt například:
- Dlouhodobé onemocnění či špatný zdravotní stav matky, např.: cukrovka, vysoký krevní tlak, herpes virus a epilepsie.
- Přílišná nadváha matky
- Těžké krvácení během těhotenství či porodu
- Předčasný porod (dítě musí mít alespoň 37 týdnů)
- Teplota vody v bazénku by neměla přesahovat 38 °C, jinak hrozí hypotenze
- Pokud voda v bazénku není čistá, může dojít k infekci